# Juliette Segers
Juliette Segers was een Belgische atlete, die gespecialiseerd was in de sprint. Ze nam eenmaal deel aan de Olympische Spelen en behaalde negen Belgische titels.

## Biografie
Segers verbeterde in 1928 het Belgisch record op de 800 m naar 2.33,6. Ze nam op die afstand ook deel aan de Olympische Spelen in Amsterdam. Ze werd met een zesde plaats uitgeschakeld in de reeksen. Ze kwam op de Spelen ook uit op de 4 x 100 m, waarop zij samen met Léontine Stevens, Rose Van Crombrugge en Elise Vantruijen het Belgische team vormde. Het viertal werd uitgeschakeld in de reeksen.
Tijdens een interland Frankrijk - België in Parijs verbeterde Segers in 1929 zowel op de 200 m als op de 800 m het Belgisch record.
Segers werd tussen 1929 en 1940 zevenmaal Belgisch kampioene op de 200 m. In 1933 en 1934 behaalde ze titel op de 100 m. In 1943 volgde een titel op de 150 m, die toen gelopen werd in plaats van de 200 m.

### Clubs
Segers was aangesloten bij Olympia Femina Club uit Sint-Gillis.

## Belgische kampioenschappen
| Onderdeel | Jaar                               |
| --------- | ---------------------------------- |
| 100 m     | 1933, 1934                         |
| 150 m     | 1943                               |
| 200 m     | 1929, 1930, 1932, 1935, 1936, 1940 |

## Persoonlijke records
| Onderdeel | Prestatie      | Datum            | Plaats |
| --------- | -------------- | ---------------- | ------ |
| 200 m     | 27,6 s (ex-NR) | 18 augustus 1929 | Parijs |
| 800 m     | 2.30,2 (ex-NR) | 18 augustus 1929 | Parijs |

## Palmares

### 100 m
- 1933:  BK AC – 13,6 s
- 1934:  BK AC – 13,9 s
- 1935:  BK AC
- 1936:  BK AC
- 1937:  BK AC
- 1938:  BK AC
- 1940:  BK AC

### 150 m
- 1943:  BK AC – 21,2 s
- 1945:  BK AC

### 200 m
- 1929:  BK AC – 29,0 s
- 1930:  BK AC – 28,8 s
- 1931:  BK AC
- 1932:  BK AC – 28,6 s
- 1933:  BK AC
- 1934:  BK AC
- 1935:  BK AC – 27,3 s
- 1936:  BK AC – 28,0 s
- 1939:  BK AC
- 1940:  BK AC – 29,8 s

### 800 m
- 1928: 6e in reeks OS in Amsterdam

### 4 × 100 m
- 1928: 4e in reeks OS in Amsterdam